# Megola

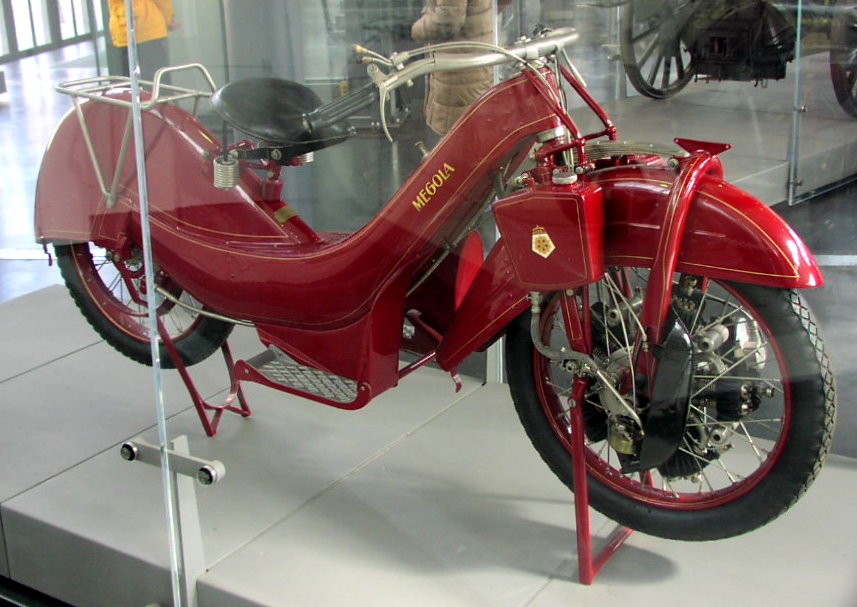
La Megola, en el Deutsches Museum de Múnich.

La Megola fue una motocicleta alemana producida entre 1921 y 1925 en Múnich. Al igual que Bimota, el nombre es un acrónimo de sus diseñadores: Meixner, Cockerell y Landgraf.

## Un diseño inusual
La Megola tenía un diseño único: estaba equipada con un motor rotativo Gnome Monosoupape montado en la rueda delantera. El motor, de 5 cilindros y válvulas montadas lateralmente, desplazaba 640 cc, un cilindrada similar al de numerosas motos modernas. El cigüeñal era a su vez el eje delantero, el cual permanece fijo mientras los cilindros giran con la rueda. El motor de 5  cilindros en estrella estaba montado en la rueda delantera, y la rueda giraba seis veces más lento de lo que lo hacía el cigüeñal. Una válvula de mariposa accionada con la mano y ubicada en el cigüeñal hueco, permite controlar la aceleración. La potencia era de unos magros 10 kW (14 HP), pero se aplicaba directamente a la rueda. Esta disposición resultaba en un centro de gravedad muy bajo y un excelente agarre.
El motor era muy flexible, careciendo de embrague y transmisión. El arranque requería que una persona girara la rueda delantera mientras la moto estaba apoyada en su caballete central, o mediante empuje. Los cilindros podían desmontarse sin necesidad de quitar la rueda para realizar mantenimiento al motor. El neumático tenía una cámara con forma de "salchicha" circular en lugar de la clásica forma toroidal, lo que permitía cambiarla sin desmontar la rueda y el motor. El chasis contenía el depósito de combustible principal, el cual alimentaba mediante gravedad a un pequeño tanque montado en el eje. La suspensión frontal estaba formada por muelles semielípticos.
La velocidad máxima era de 85 km/h, lo que le permitió ganar una carrera del Campeonato Alemán de 1924; más tarde, modelos deportivos alcanzaron los 140 km/h. Se fabricaron 2000 Megolas, de las que sólo quedan 10 ejemplares funcionando, uno de ellos en el Museo Guggenheim en Nueva York, EUA.

### Killinger & Freund
En 1935 un grupo de ingenieros intentaron realizar una versión mejorada, la Killinger & Freund, pero la Segunda Guerra Mundial puso fin a sus planes.

## Fuente
1. ↑   Kunis.nl Megola (retrieved December 8 2006)
2. ↑  Title: "The Illustrated Encyclopedia of Motorcycles", Editor: Erwin Tragatsch, Published: New Burlington Books, 1979. ISBN 0-906286-07-7